# 연놈
《연놈》은 2015년 12월 8일부터 네이버 웹툰에서 연재하고 있는 상하 작가의 웹툰이며, 네이버 수요일 웹툰 2위를 차지한 인기 웹툰이기도 하다.

## 등장 인물

### 주요 인물
한시아
나이 : 18세
별명 : 씽아
남주인공이다. 원상고등학교 2학년 1반이며, 중학교때 백소연을 짝사랑하다가 고백하여 백소연과 사귀고 있다.엄마가 어렸을 때 돌아가셔서 아빠와 살고있다.
백소연
나이 : 18세
별명 : 백소,세븐킥
본작의 여주인공. 원상고등학교 1학년 3반이다. 2학년이 아닌 이유는 중학교 때 자퇴를 하였으며, 엄마를 도와주고 현재는 1학년으로 복학을 하고 있다. 한시아와  사귀는 중이다. 같은 반 세미와 그 친구들이 백소연을 따돌리고 있다.

## 단행본 목록
2015년 12월, 네이버 웹툰에서 이 작품이 연재되었으며 2016년 7월부터서야 단행본으로 연재되기 시작했다.
| 권수 | 영컴(YOUNG COM) | 영컴(YOUNG COM)  | 영컴(YOUNG COM)    |
| 권수 | 화수            | 발매일           | ISBN               |
| ---- | --------------- | ---------------- | ------------------ |
| 1    | 1~16화+부록     | 2016년 7월 11일  | ISBN 9791185193380 |
| 2    | 17~31화+부록    | 2017년 1월 11일  | ISBN 9791185193519 |
| 3    | 32~47화+부록    | 2017년 4월 26일  | ISBN 9791185193601 |
| 4    | 48~65화+부록    | 2017년 7월 12일  | ISBN 9791185193663 |
| 5    | 66~83화+부록    | 2017년 11월 9일  | ISBN 9791185193748 |
| 6    | 84~100화+부록   | 2018년 1월 26일  | ISBN 9791185193953 |
| 7    | 101~119화+부록  | 2018년 8월 1일   | ISBN 9791162790182 |
| 8    | 120~137화+부록  | 2018년 12월 14일 | ISBN 9791162790342 |
| 9    | 138~156화+부록  | 2019년 5월 17일  | ISBN 9791162790489 |
| 10   | 157~176화+부록  | 2019년 10월 17일 | ISBN 9791162790601 |
| 11   | 177~195화+부록  | 2019년 12월 19일 | ISBN 9791162790625 |
| 12   | 196~215화+부록  | 2020년 6월 4일   | ISBN 9791162790663 |
| 13   | 216~235화+부록  | 2021년 6월 30일  | ISBN 9791162790724 |
| 14   | 236~255화+부록  | 2022년 6월 16일  | ISBN 9791167791085 |
| 15   | 256~275화+부록  | 2023년 8월 29일  | ISBN 9791167792914 |
| 16   | 276~295화+부록  | 2023년 10월 30일 | ISBN 9791167793300 |
| 17   | 296~315화+부록  | 2023년 10월 30일 | ISBN 9791167793317 |
| 18   | 316~334화+부록  | 2024년 2월 20일  | ISBN 9791167793898 |
| 19   | 335~354화+부록  | 2024년 2월 20일  | ISBN 9791167793904 |
| 20   |                 | 미정             | ISBN               |